# Crash Bandicoot 3: Warped
Crash Bandicoot 3: Warped, udgivet i Japan som Crash Bandicoot 3: Flying! Globe-Trotting  (クラッシュ・バンディクー3 ブッとび!世界一周 Kurasshu Bandikū Surī: Buttobi! Sekai Isshū) er et platformspil skabt og udviklet af Naughty Dog til PlayStation. Det blev udgivet i Nordamerika den 31. oktober 1998 og december 1998 i Europa. Det blev genudgivet som et af Sonys mest populære spil 23. august 1999 og som platin-spil i 2000.
Spillets historie finder sted lige efter dets forgænger Crash Bandicoot 2: Cortex Strikes Back. Et ødelagt rumskib ved navn Cortex Vortex, som ejes af seriens skurk Doctor Neo Cortex, lander ned i Jorden og frigiver en ond ånd kendt som Uka Uka. Cortex samarbejder med ham og den tidsgale Doktor N. Tropy for at samle kraftfulde krystaller. Spillet følger hovedfigurerne Crash og Coco Bandicoot, som rejser tilbage i tiden for at forhindre skurkene i at nå krystallerne før dem.
Crash Bandicoot 3: Warped blev modtaget godt både af offentligheden og kritikere og har solgt 5,7 millioner kopier pr. 9. juli 2002. Spillet er det 9. bedstsælgende Playstation-spil nogensinde. Spillet kan, på trods af det blev udgivet til PlayStation, downloades på PlayStation Portable og PlayStation 3 d. 7. februar 2008, via PlayStation Network.

## Opbygning
Crash Bandicoot 3: Warped er et platformspil, hvor man styrer Crash og Coco Bandicoot, som skal rejse tilbage i tiden for at samle 25 krystaller fra det foregående spil, før skurkene når at gøre det. Det meste af spillet finder sted i tidsmaskinen ("Time-Twisting Machine"), der fungerer som hovedområdet i spillet. Tidsmaskinen er inddelt i fem rum; kun det første rum er åbent fra starten. Hvert rum har fem knapper, som åbner portaler til forskellige baner. Målet i hver bane er at finde den gemte krystal. I nogle baner findes krystallen til sidst i banen eller kan først fås ved at klare en udfordring. Efter at have gennemført alle fem baner i et rum, vil en sjette knap, som åbner en portal til bossen, komme frem. Ved at besejre en boss åbner det næste rum sig. Når alle 25 krystaller er samlet og alle fem bosser er besejret, er spillet gennemført.
Crash og Coco starter spillet med fire liv. Crash og Coco mister et liv, når de bliver ramt af en fjende eller skadet. Man kan skaffe flere liv ved at samle 100 "Wumpa-frugter" eller ødelægge kasser. Crash kan hoppe i luften og lande på en fjende, spinne på en tornado-agtig facon for at slå fjenderne væk og glide hen ad jorden og lave et body slam for at ødelægge bestemte ting. Crash kan forbedre sit hop ved at besejre bosser, hvilket resulterer i kraftigere angreb eller forbedret hoppe- eller løbeevne.
Kasser spiller en vigtig rolle i Crash Bandicoot 3: Warped og kan ødelægges med alle Crashs angreb. De fleste kasser indeholder Wumpa-frugter, mens andre kasser kan hjælpe Crash med at hoppe højere, ødelægge kasser som ellers ikke ville kunne smadres, eller indeholder ting, som beskytter Crash mod et fjendligt angreb. Visse kasser skifter ikon og dermed også indhold på en roulette-agtig måde, og hastigheden forøges hele tiden. Hvis kasserne ikke ødelægges i tide, bliver de til stålkasser, som ikke kan ødelægges. Andre kasser sender Crash tilbage til det sted, hvor han sidst ødelagde den type kasse, mens nogle kasser er skadelige at røre.
Desuden kan diamanter i almindelige og forskellige farver samles. Diamanter gives, hvis alle kasser i en bane ødelægges eller et hemmeligt område klares. Der er i alt 44 diamanter i spillet. De farvede diamanter fås i specialbaner og fører til hemmelige områder. Der er fem farvede diamanter i spillet. Relikvier fås ved at gennemføre en bane, hvis krystal allerede er fundet. For at få relikvien skal spilleren gennemføre den allerede gennemførte bane med den påkrævede tid ("Time Trial"). For at prøve tidsbanen skal spilleren ramme et stopur i starten af banen. Visse kasser kan hjælpe Crash med at stoppe tiden for at gennemføre banen hurtigere. Safir-, guld- og platinrelikvier kan fås afhængig af den gennemførte tid. De første fem relikvier, som spilleren vinder, giver adgang til et hemmeligt rum. Hver femte derefter åbner så en bane i det hemmelige rum. Banerne i det hemmelige rum skal vindes før hele spillet er gennemført.

## Plot

### Miljø og figurer
Det meste af spillet foregår i tidsmaskinen, som gør det muligt for figurerne at rejse til forskellige tidsaldre. Pga. det kan banerne finde sted lige fra dinosaur-tiden, hvor fjenderne er forskellige dinosaurer, til middelaldren med troldmænd og kyssende frøer til fremtidsbaner med ufo'er, laserkanoner og robotter. Tidsaldrene fokuserer dog også på de forskellige områder i historien, som Den Kinesiske Mur under dens opbygning, Gizapyramiderne under deres storhedstid og 50'ernes USA med hot rods, tankstationer og spisesteder.
Hovedfiguren i spillet er Crash, en muteret punggrævling, som skal rejse tilbage i tiden for at forhindre Cortex i at samle krystallerne. Han bliver hjulpet af Aku Aku, en gammel heksedoktor, som beskytter og rådgiver Crash. Han bliver også hjulpet af sin yngre søster, Coco Bandicoot, som også samler krystaller. Hovedskurken i spillet er Uka Uka, Aku Akus onde tvillingebror. Uka Uka blev tidligere fanget af Aku Aku, som beskytter verden mod hans ondskab. Men han blev sluppet fri af Neo Cortex, skurken i de to tidligere spil. De bliver hjulet af N. Tropy, den selverklærede mester af tid, som har lavet tidsmaskinen. De andre skurke er Tiny Tiger, Dingodile, en halv dingo og krokodille med en flammekaster. Doktor N. Gin, en vred videnskabsmand, med et ueksploderet missil i sit hoved.

### Handling
Warped's historie starter præcis hvor historien sluttede i Crash Bandicoot 2: Cortex Strikes Back. Doctor Nitrus Brio brugte kræften fra de 42 diamanter som Crash havde samlet, til at skyde Cortex' rumskib med en gigantisk laserstråle. Men uventet flyver resterne af rumstationen ind i jordens atmosfære, og styrter ned i et tempel på nogle øer af oldtidsagtigt udseende. Dette ødelægger ruinen, og kort efter høres en ondskabsfuld latter, mens en mørk skikkelse flyver ud af ruinen og forsvinder.
I hvad der senere i spillet bliver kendt som N. Tropys tidsmaskine, ses Cortex knælende for den onde skikkelse. Det viser sig at være Uka Uka, der umiddelbart har redet Cortex fra rummet, og nu er vred på ham over, at han har fejlet for ham to gange. Cortex skyder skylden på Crash, men Uka Ukas tålmodighed er brugt op, og det er kun på grund af, at Cortex indirekte satte ham fri, at han får lov at leve. Herefter introducerer Uka Uka N. Tropy, tidens mester, og skaberen af tidsmaskinen. Da der ikke findes nogen anden kraftkilde så stor som den krystallerne i Crash 2 gav, planlægger de at de vil rejse til krystallernes originale placeringer i tiden og tage dem der, ved hjælp af denne maskine.
På N. Sanity Island, som er Crash og Cocos hjem, høres den ondskabsfulde latter endnu engang. Aku Aku er rystet, og beder alle om at skynde sig indenfor, da han føler at en stor ondskab er kommet. I Crashs hus fortæller Aku Aku historien om, hvordan han for evigheder siden fangede Uka Uka, hans onde tvillingebror, i et underjordisk fængsel for, at redde verden fra hans ondskab. Men nu da han atter er fri, bliver de nødt til at gøre hvad som helst for at stoppe ham. Derfor finder de tidsmaskinen, og rejser til den, i et forsøg på at redde verden atter engang.
Efter at have bekæmpet N. Tropy er der ikke længere nogen, der har kontrol over tidsmaskinen, hvilket gør den ustabil. Efter at have skaffet alle krystallerne og bekæmpet Cortex, falder Cortex ned i tidsmaskinens kernerum. men selvom Cortex helst ville give op, trækker Uka Uka ham med tilbage, da han stadigvæk har en chance for at vinde, på grund af diamanterne.
Men efter at Crash yderligere får samlet alle diamanterne, ender Cortex endnu engang med et nederlag, og falder igen ned i kernerummet. Denne gang er kernen dog blevet så ustabil at tidsmaskinen begynder at falde fra hinanden. Cortex og Uka Uka bliver suget ind i kernen, mens Crash, Coco, og Aku Aku undslipper i god behold. Herefter ses Cortex og N. Tropy der er blevet omdannet til babyer, kæmpe om Uka Uka, i et forhistorisk område.

## Udvikling
Produktionen af Crash Bandicoot 3: Warped begyndte i januar 1998 og Naughty Dog fik 10½ måned til at lave spillet. Skurken Uka Uka blev lavet for at skræmme Cortex. Tegningerne som viser den knælende Cortex, der beder om tilgivelse, inspirerede til spillets introduktionsscene. Fordi spillet omhandler tidsrejse, blev den tidsrejsende skurk Doktor N. Tropy skabt. Tropy blev tegnet med en arbejdende tidsmaskine, som skulle vise hans usunde forhold til tid. Dingodile blev skabt af Charles Zembillas og stemmelagt af medarbejderen Joe Labbe, som efterspurgte en krydsning mellem en dingo og en krokodille. Da triceratops-jagtscenerne skulle laves, tænkte man på at udstyre dyret med en mindre Cortex. Men når triceratopsen ville stoppe, ville den mindre Cortex blot blive slynget væk. Den mindre Cortex blev fjernet af tekniske grunde. Hajen som ses i undervandsbanerne var en af Jason Rubins første PowerAnimator-modeller. Modellen blev oprindeligt lavet til det første Crash Bandicoot-spil, men blev ikke brugt indtil Crash Bandicoot 3: Warped.
Tidsrejse-temaet i Crash Bandicoot 3: Warped gjorde det muligt for Naughty Dog at strække handlingen længere end ø-temaet, som fandtes i de tidligere spil. For at demonstrere effekten, som farver har på et miljø, blev visse af banerne tegnet både i dag og nat. Naughty Dog adskilte visuelt Crash Bandicoot 3: Warped fra de tidligere spil ved at "åbne op for banerne" og gøre de længere afstande synlige. For at på øje på de evigt rullende bakker og slotte i middelalder-banerne, blev level of detail indført for at lægge flere teknologier til spillemaskinen og baggrundselementerne.
Programøerne Andy Gavin, Stephen White og Greg Omi skabte tre nye spillemaskiner til spillet. To af de to nye maskiner var tredimensionelle, den tredje, nye maskine blev lavet til spillets motorcykelbaner i stil med en køresimulator. De nye maskiner kombineret udgjorde en tredjedel af spillet, men de andre to to-tredjedele af spillet bestod af samme maskine som i de tidligere spil. Jason Rubin forklarede, at den "klassiske" maskine og spillestil blev bevaret pga. succesen i de tidligere spil og sagde yderligere, at "vi ville fjerne spillestilen, men det ville betyde at vi ville miste en stor spillerskare." For at gøre vandet flydende, blev vandet lavet til at spejle himlen. Crash fik en rigtig skygge, som Sony Computer Entertainment America-producenterne bad om, da de "var trætte af den lille skive, som fulgte ham." For at give en "arkade"-oplevelse i flybanerne og for at skelne dem fra flysimulatorer, blev fjenderne programmeret til at komme foran spilleren og give spilleren tid til at skyde dem, i stedet for at kommer bag fra fjenden. Relikviesystemet blev lavet for at give spillerne en grund til at vende tilbage til en bane.
Soundtracket i spillet blev produceret af David Baggett og komponeret af Mark Mothersbaugh og Josh Mancell fra Mutato Muzika, mens lydeffekterne blev lavet af Mike Gollum, Ron Horwitz og Kevin Spears fra Universal Sound Studios. Clancy Brown lydgav Neo Cortex og Uka Uka, mens Brendan O'Brien gav stemme til Doctor N. Gin og Tiny the Tiger.
Michael Ensign gav stemme til Doctor Nefarious Tropy, William Hootkins gav stemme til Dingodile, og Mel Winkler gav stemme til Aku Aku. En lille samling af spillets baner blev udstillet på Sonys Electronic Entertainment Expo-bod i Atlanta. Dengang, troede computerspilsindustrien, at Crash Bandicoot 3: Warped blot ville ligne de tidligere spil. Udgivelsen af Crash Bandicoot 3: Warped blev ledsaget af marketings-kampagner af Sony og Pizza Hut. Den japanske version af Crash Bandicoot 3: Warped var et af de første spil, som støttede PocketStation, et ekstra-tilbehør, som kan downloade minispil fra PlayStation-spil. En spilbar demo af Insomniac Games' spil Spyro the Dragon er med i det endelige produkt og kan fås ved at indtaste en kode ved titelskærmen.

## Modtagelse
Crash Bandicoot 3: Warped blev hyldet overalt efter sin udgivelse. Johnny Ballgane fra GamePro mente, at spillet var "en stærk konkurrent til årets PlayStation-spil" og at det "vilde spil vil holde en svimmel i flere dage."
Official U.S. PlayStation Magazine mente, at spillet var "det bedste 2,5D platformspil der nogensinde er udgivet." Ryan MacDonald fra GameSpot sagde at, Crash Bandicoot 3: Warped er "det bedste Crash-spil indtil videre. Ethvert element i spillet er blevet bedre, nye bevægelser, baner, bosser, grafik, lyd og stillestil. Jeg har ikke haft det så sjovt med et 3D-platformspil i lang, lang tid." Mark Cooke fra Game Revolution beskrev det som "en samling af mange gode ting. Grafikken, lyden, musikken, banerne og sværhedsgraden passer perfekt sammen. Naughty Dog har gjort Crash til et bedre spil, noget som er vigtigt at understrege, når så mange efterfølgere kommer så hurtigt." Scott Alan Marriott fra Allgame ("All Game Guide" dengang) mente, at spillet var "så imponerende at se, at man skal holde den ene hånd under hagen for at forhindre den i at ramme gulvet."
Spillets grafik blev rost af kritikerne. Johnny Ballgame fra GamePro beskrev spillets grafik som "utroligt rent" og "detaljeret" og mente, at vandet i jetski-banerne var "de mest realistiske bølger i noget PlayStation-spil jeg har set." Randy Nelson fra IGN mente, at spillet var "så flot, at det er lige før man falder død om", og sagde, at "teksturerne er upåklagelige, animationens vigtigste bestanddel, og specialeffekterne giver et seriøst boost." Ryan MacDonald fra GameSpot kaldte spillet for "et af de smukkeste PlayStation nogensinde", og kommenterede spillets "flydende" figuranimationer, "skarpe" og "farverige" landskaber, "flotte" lyseffekter og et "forfriskende og skiftende udseende".
Mark Cooke fra Game Revolution beskrev spillets "flydende" og "tegnefilmsagtige" animation som "prikken over i'et, som intet andet spil formår at gøre" og den ubegrænsede længde og de "smukke" 3D-modeller er "det bedste som kan findes til PlayStation". Dog kritiserede han fjendernes manglende død. Scott Alan Marriott fandt grafikken "utrolig" og sagde, at "alt er krystalklart, farverigt, flot animeret og ekstremt detaljeret."
Spillets lyd blev også rost. Johnny Ballgame sagde, at lyden "gør en klar til at spille, især de underlige trommebeats, man kan høre, når man går igennem en bane med Aku Aku-masken. Han kommenterede også lydeffekterne positivt, som "den kogende lava", "de vilde pterodactyler" og "filmagtige stemmer". Randy Nelson fra IGN var taknemmelig for spillets musikalske varietet i forhold til Crash Bandicoot 2: Cortex Strikes Back. Ryan MacDonald fra GameSpot beskrev musikken, lydeffekterne og stemmerne som "forbløffende" og "ekstremt flot lavet" og mente, at stemmerne "næsten passede perfekt til figurernes bevægelser." Mark Cooke sagde, at spillets "overdrevne" stemmer er "ligesom dem i gode tegnefilm, og nogle gange bedre", og fandt spillets musik i "lighed med det fra tegnefilm". Scott Alan Marriott beskrev stemmerne som "5-stjerners kvalitet hele vejen" og mente, at musikken "passer perfekt med banernes opbygning."
Pr. 9. juli 2002 har Crash Bandicoot 3: Warped solgt omkring 5,7 milloner kopier verden rundt, 3,76 millioner solgt i USA og 1,4 millioner i Japan, som gør det til det 9. bedstsælgende PlayStation-spil nogensinde. Spillets succes resulterede i dets genudgivelse som et af Sonys bedste spil 23. august 1999 og som platin-spil i 2000 Crash Bandicoot 3: Warped var det første ikke-japanske spil, som fik en "platin-præmie" i Japan for salg af mere end 1 million kopier.
I tv-serien Felicity vises et afsnit, hvor personerne Elena og Noel bliver besat af at gennemføre spillet.